# Gerhardus Hoekzema

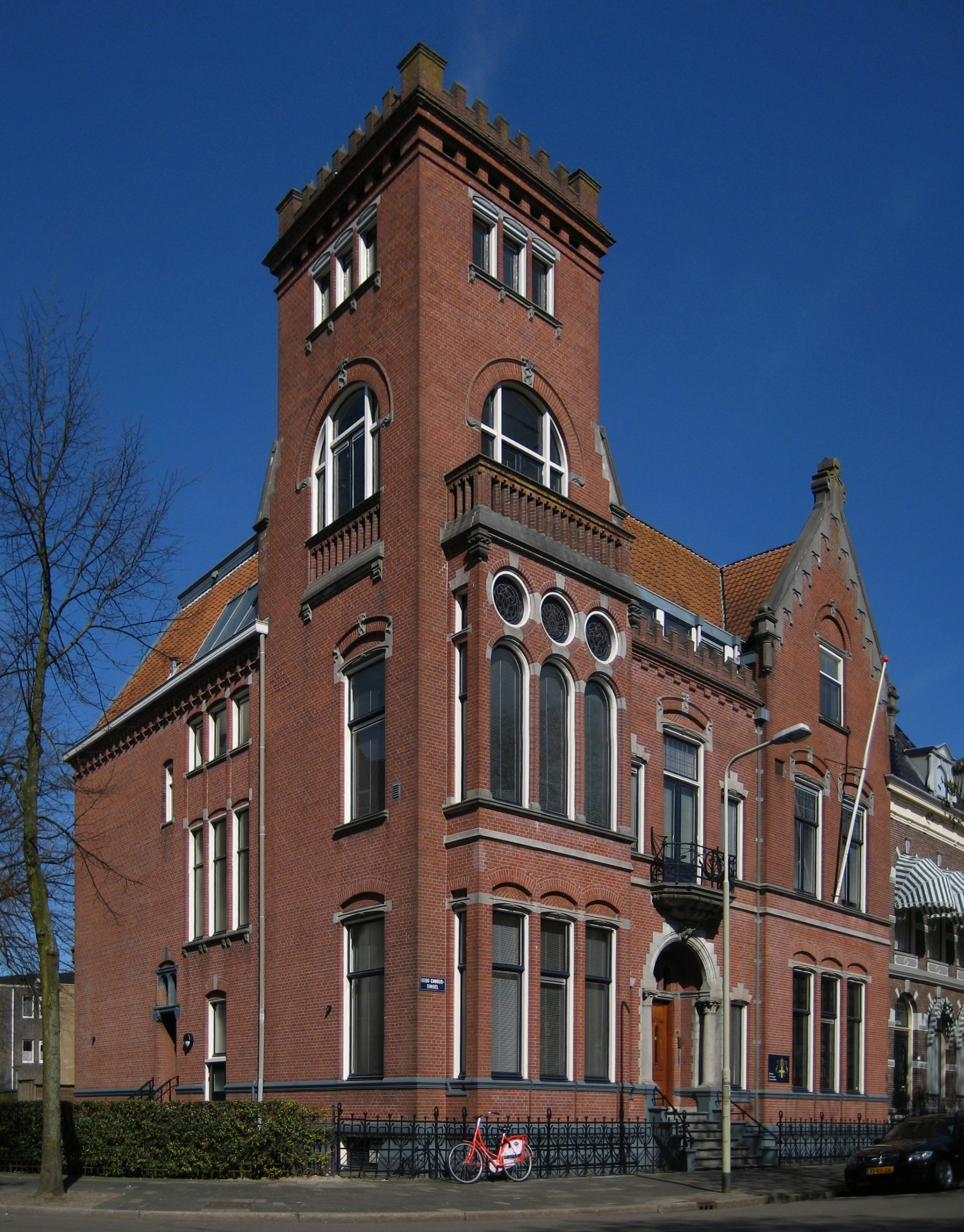
Herenhuis (1902) aan de Ubbo Emmiussingel, ontworpen door G. Hoekzema en zijn vader K. Hoekzema (foto 2010). Het pand werd gebouwd in opdracht van Jhr. Mr. D.R. de Marees van Swinderen. In 1921 werd het verbouwd tot kantoor voor W.A. Scholten Aardappelmeelfabrieken. Tijdens de Tweede Wereldoorlog was de Ortskommandantur van de Wehrmacht in het gebouw gevestigd. Het pand is sinds de jaren 1950 in gebruik als secretariaat van het Bisdom Groningen-Leeuwarden.

Gerhardus Hoekzema (Groningen, 18 april 1875 – aldaar, 18 maart 1935), vaak ook G. Hoekzema genoemd,  was een Nederlandse architect, die vooral werkzaam was in Noord-Nederland.

## Levensloop
G. Hoekzema was zoon van aannemer-architect Klaas Hoekzema (1844–1911) en Trijntje Buning. Ook G. Hoekzema's oom Hindrik Hoekzema (1853–1923) was architect.
Hij leerde het vak in eerste instantie van zijn vader, in wiens bedrijf aan de Muurstraat in Groningen hij een aantal jaren werkte. Daarna volgde een beroepsopleiding, eerst aan de Practische Ambachtschool en daarna aan de Polytechnische Hogeschool Delft. Een van zijn eerste opdrachten was een bedrijfshal in Delft.
In 1898 trouwde Hoekzema met de Leidse Anna Elisabeth Engelberts. In 1908 nam hij het bedrijf van zijn vader over.
Het oeuvre van Hoekzema omvat een verscheidenheid aan panden, waaronder woningen (ook voor woningbouwverenigingen), ziekenhuizen, bedrijfsgebouwen en kerken. Verschillende (mede) door hem ontworpen gebouwen zijn aangewezen als rijksmonument.
Hoekzema, inmiddels weduwnaar geworden, overleed na een lang ziekbed op 18 maart 1935 op 59-jarige leeftijd te Groningen. Hij werd daar begraven op de Noorderbegraafplaats.

## Werken (selectie)
- 1901–1902: Herenhuis aan de Ubbo Emmiussingel, Groningen (samen met K. Hoekzema).[1]
- 1904: Hoofdstraatkerk, Hoogeveen[5]
- 1906: Art-nouveau-pui van een winkel aan de Oude Kijk in 't Jatstraat, Groningen (samen met K. Hoekzema)[6]
- 1908: Woningcomplex van zes woonhuizen aan de H.W. Mesdagstraat, Groningen[7]
- 1910: Rentenierswoning aan de Valge, Leens (samen met K. Hoekzema)[8]
- 1912: Hervormde kerk van Garrelsweer (samen met Harm Rozema)[9]
- 1924: De voormalige Oosterkerk aan de Oosterweg, Groningen[10]
- 1925: Christelijke Lagere School/MULO (thans Verloskunde Academie) aan de Dirk Huizingastraat, Groningen[11]
- 1928: Woningblok in de Indische Buurt, Groningen[12]
- 1928–1932: Nutsspaarbank, Kampen[13]
- 1929: Drukkerij Hoitsema, Groningen[14]
- eerste helft jaren '30: Verschillende gebouwen van psychiatrisch ziekenhuis Dennenoord in Zuidlaren (waaronder de paviljoens Zonneheuvel en Vredestein)[15]
- 1935: Woningblok in de Indische Buurt, Groningen[16]